# Piotr Łyszczak
Piotr Łyszczak (ur. 11 października 1877 w Skalmierzycach, zm. 25 marca 1962 w Szopienicach) – działacz społeczny, powstaniec śląski, mistrz krawiecki, poseł na Sejm II RP.

## Młodość
Urodzony w Skalmierzycach w powiecie ostrowskim. W wieku 8 lat wraz z bratem Józefem został sierotą. Wychowany w adopcyjnej rodzinie pochodzenia chłopskiego. Po ukończeniu podstawowej szkoły powszechnej, w latach 1892–1895 odbył naukę rzemiosła krawieckiego. Po otrzymaniu kwalifikacji czeladnika, pracował w zawodzie w różnych miastach niemieckich. Po odbyciu 2 letniej służby wojskowej uczęszczał w Berlinie, w latach 1901–1903 na kurs historii Polski oraz ekonomii społecznej zorganizowany przez Związek Towarzystw Polskich. Po ukończeniu tego kursu na polecenie Wojciecha Korfantego wyjechał na Górny Śląsk w charakterze agitatora w wyborach uzupełniających do Parlamentu Rzeszy. Osiadł na stałe w Szopienicach – dzielnicy Katowic, gdzie wraz z żoną Weroniką otwarł samodzielny salon krawiecki.
W latach 1905–1906 współdziałał z ruchem rewolucyjnym – w swym mieszkaniu zorganizował punkt przerzutowy dla prasy i ulotek drukowanych w Gliwicach i Zabrzu oraz działaczy udających się do Zagłębia Dąbrowskiego.
Obok tego rozpoczął działalność narodową i społeczną najpierw w Towarzystwie św. Alojzego w Bytomiu, następnie po roku zorganizował w Szopienicach oddział Towarzystwa Gimnastycznego „Sokół”.
W 1907 został skazany na 4 miesiące więzienia wraz z 11 innymi członkami „Sokoła” w procesie o tajne związki „mających na celu antypruską działalność”.
W 1909 został współzałożycielem pierwszego na pruskim wtedy Śląsku, polskiego związku rzemieślników: Towarzystwa Samodzielnych Polskich Krawców na Śląsku, które w swym zamyśle miało sprzyjać polonizacji śląskiego rzemiosła.
Swą działalność społeczną nie zamykał tylko na rzemiośle – był współzałożycielem Towarzystwa Śpiewu im. Wyspiańskiego w Szopienicach, które także w większości finansował, brał także aktywny udział w tworzeniu Towarzystwa Czytelni Ludowych w Szopienicach.

## I wojna światowa
Po wybuchu I wojny światowej został zmobilizowany do wojska pruskiego jako kapral rezerwy 12 kompanii 46 pułku piechoty im. Hrabiego Kirchbacha (1 Dolnośląski), a następnie przeniesiony do 2 kompanii 23 pułku piechoty im. von Winterfeldta (2 Górnośląski). Zdemobilizowany w listopadzie 1918 wrócił na Śląsk, gdzie brał udział w powstawaniu zrębów śląskich ogniw Polskiej Organizacji Wojskowej najpierw z myślą aby wspomóc powstanie wielkopolskie. Z ramienia POW, Piotr Łyszczak został komendantem kompanii POW w Szopienicach.

## Powstania śląskie
W nocy z 17 na 18 sierpnia 1919 wybuchło w Szopienicach I powstanie śląskie. Tejże nocy o godz. 2°° szopieniccy powstańcy podjęli atak, lecz przebiegł on w zaskakujący sposób. W Szopienicach była rozlokowana wówczas 1 kompania 2 batalionu 64 pułku 32 Brygady Reichswehry, jednak żołnierze tego oddziału nie kwapili się do walki. Wykorzystując ten fakt, a także mając na uwadze brak wystarczającej ilości broni i amunicji wśród powstańców, Łyszczak podjął się najpierw negocjacji z dowódcą oddziału niemieckiego.
Użył tutaj fortelu: oficerowi niemieckiemu przedstawił się jako przedstawiciel 8-tysięcznej wówczas załogi kopalni „Giesche” (dzisiejsza Kopalnia Węgla Kamiennego Wieczorek) oraz zażądał aby żołnierze niemieccy dobrowolnie złożyli broń. Oficer odmówił, ale poprosił Łyszczaka, aby porozmawiał z dowódcą batalionu w Mysłowicach – jednak w końcu żołnierze kompanii poddali się bez walki. W ręce powstańcze wpadło 100 karabinów oraz 7 ckm-ów wraz ze znaczną ilością amunicji. Piotr Łyszczak podzielił swój 200-osobowy oddział na 4 plutony i rozlokował je na odcinku między Szopienicami a Mysłowicami, tworząc przez trzy dni linię frontu, która powstrzymywała przez ten czas wielokrotne ataki niemieckie z użyciem artylerii (baterii 8 dział), 2 pociągów pancernych i samochodów pancernych tak od strony Mysłowic, jak i Katowic. W rezultacie zaciętych walk na odcinku szopienickim Niemcy stracili 123 żołnierzy zabitych, nie licząc rannych, przy 25 powstańcach zabitych i 40 rannych. 20 sierpnia z powodu przewagi sił niemieckich oddział Piotra Łyszczaka wycofał się za graniczną wówczas rzekę Brynicę, na teren Rzeczypospolitej. Za długotrwałą i waleczną obronę odcinka, Piotr Łyszczak został awansowany do stopnia kapitana.
W II powstaniu śląskim Łyszczak był współorganizatorem oddziału powstańczego, który 18 sierpnia 1920 zdobył Szopienice i znów rozbroił miejscowy oddział niemiecki, tym razem Sipo. Równocześnie zajmował się ochroną polskiej inteligencji w rejonie katowickim.
W III powstaniu śląskim na polecenie Wojciecha Korfantego, Łyszczak jako łącznik Naczelnego Dowództwa został organizatorem oddziałów powstańczych.

## Lata 1921–1939
W 1922, gdy część Górnego Śląska została przyłączona do Polski, Piotr Łyszczak powrócił do wykonywanego zawodu krawca równocześnie nie zaniedbując aktywności społecznej. Do wybuchu wojny zajmował stanowisko ławnika gminy Szopienice, a w 1926 był współorganizatorem Związku Polskich Samodzielnych Rzemieślników i Drobnych Przemysłowców, organizacji mającej na celu polonizację rzemiosła śląskiego. Był jednym z współtwórcówi idei Śląskich Technicznych Zakładów Naukowych – pierwszej na Śląsku średniej szkoły technicznej. W 1934 został pierwszym prezesem zarządu powstałej Izby Rzemieślniczej w Katowicach, stanowisko to zajmował do wybuchu wojny.
W wyborach do Sejmu ostatniej przedwojennej (V) kadencji, w 1938, Łyszczak został wybrany na posła województwa śląskiego z ramienia stowarzyszeń kupieckich i rzemieślniczych, Związku Peowiaków oraz Związku Byłych Więźniów Niepodległościowych. W Sejmie zasiadał w Komisji Przemysłowo-Handlowej.

## II wojna światowa
W dniu 2 września 1939 wyjechał do Warszawy, by następnie 17 września 1939 wyjechać wraz z rządem poza granice Polski. Po ewakuacji do Rumunii szukał możliwości powrotu do kraju – został jednak ostrzeżony, że jego nazwisko znajduje się na niemieckiej liście osób przeznaczonych do likwidacji (Einsatzliste). Na polecenie rządu na emigracji, we wrześniu 1940 na pokładzie s/s „Warszawa” przedostał się na Cypr, a następnie stamtąd w czerwcu 1941 wypłynął do Palestyny. Tam w lipcu 1941 otrzymał polecenie wypłynięcia poprzez Suez do Durbanu w Południowej Afryce, a stamtąd do obozu polskich uchodźców w Monze (RPA).
W Monze przebywał do 7 stycznia 1943, zajmując się nauką polskich uchodźców. Z Monze otrzymał przeniesienie do obozu polskich dzieci ewakuowanych z ZSRR z Armią Andersa, w Oudtshoorn (RPA), gdzie objął stanowisko kierownika gimnazjum krawieckiego.

## Życie i działalność powojenna
Po likwidacji obozu w czerwcu 1947, powrócił do kraju w styczniu 1948. Za swą działalność przedwojenną został wraz z rodziną wyrzucony z mieszkania i pozbawiony pracy. Jednak brak wtedy wystarczającej ilości wykwalifikowanych rzemieślników na Śląsku, oraz wstawiennictwo całego środowiska rzemieślniczego spowodowały, że Łyszczak został w 1950 prezesem Zakładu Doskonalenia Rzemiosła w Katowicach, na którym pozostawał na stanowisku do 1952. Był też członkiem Stronnictwa Demokratycznego oraz Związku Weteranów Powstań Śląskich. Do końca życia prowadził praktykę krawiecką.
Pochowany na Cmentarzu Parafialnym w Szopienicach wraz z żoną Weroniką z Miłaszewskich Łyszczak – zasłużoną instruktorką i organizatorką medyczną.

## Odznaczenia
- Medal Niepodległości – 16 marca 1937 „za pracę w dziele odzyskania niepodległości”[1][2][3]
- Śląski Krzyż Powstańczy
- Honorowa Odznaka Rzemiosła